# Gogebic County
Das Gogebic County [ɡoʊˈɡiːbɪk] oder [ɡoʊˈɡɛbɪk] ist ein County im US-amerikanischen Bundesstaat Michigan. Im Jahr 2020 hatte das County 14.380 Einwohner und eine Bevölkerungsdichte von 5 Einwohnern pro Quadratkilometer. Der Verwaltungssitz (County Seat) ist Bessemer.

## Geografie
Das County liegt am Südufer des Oberen Sees im äußersten Westen der Oberen Halbinsel von Michigan und grenzt im Süden an Wisconsin.
Es hat eine Fläche von 3824 Quadratkilometern, wovon 970 Quadratkilometer Wasserfläche sind.
An das Gogebic County grenzen folgende Nachbarcountys:
|                            | Ontonagon County         |             |
| Ashland County (Wisconsin) |                          | Iron County |
| Iron County (Wisconsin)    | Vilas County (Wisconsin) |             |

## Geschichte
Das Gogebic County wurde 1887 aus Teilen des Ontonagon County gebildet. Benannt wurde es nach dem Lake Gogebic. 

## Bevölkerung

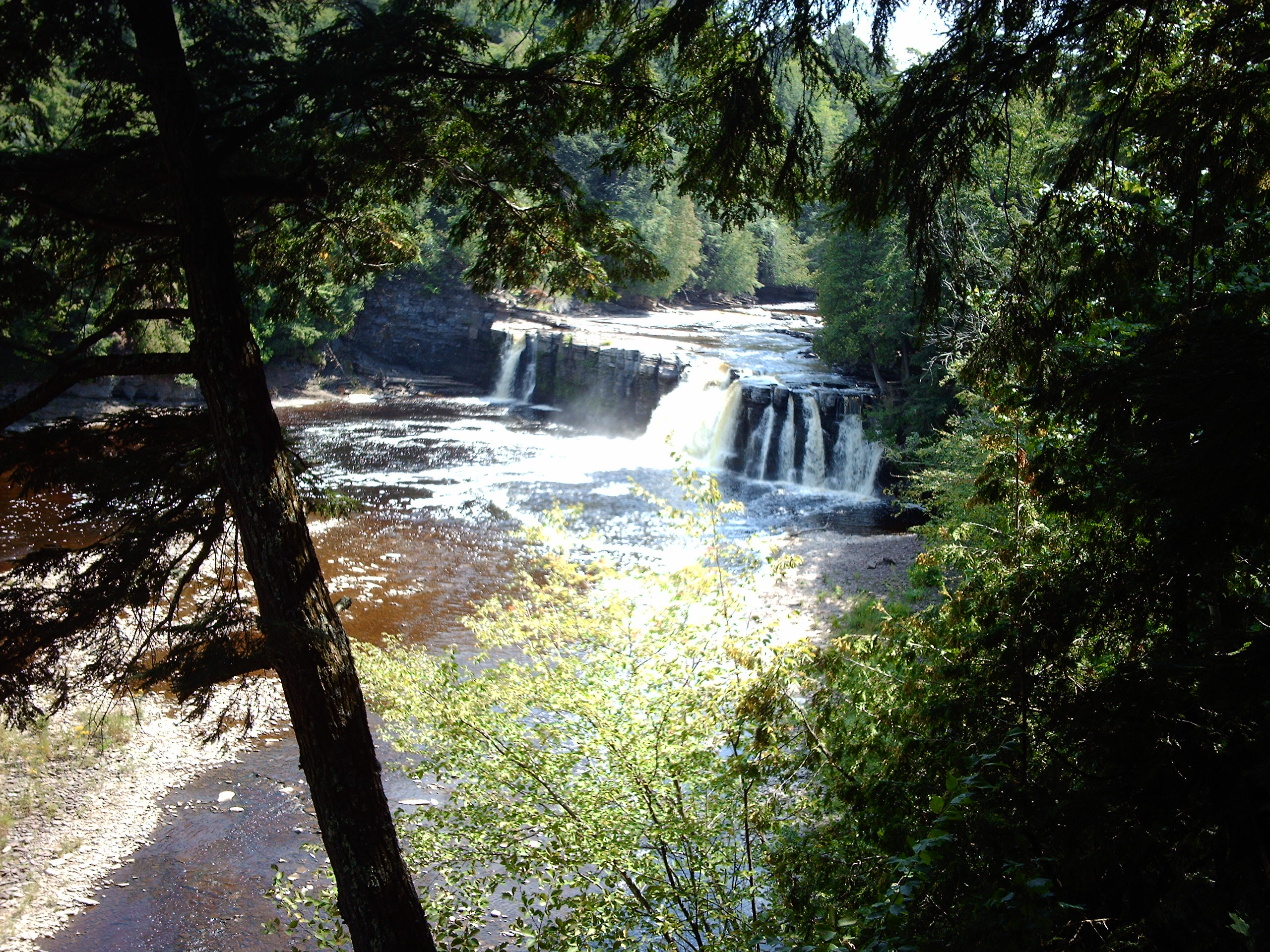
Der Presque Isle River

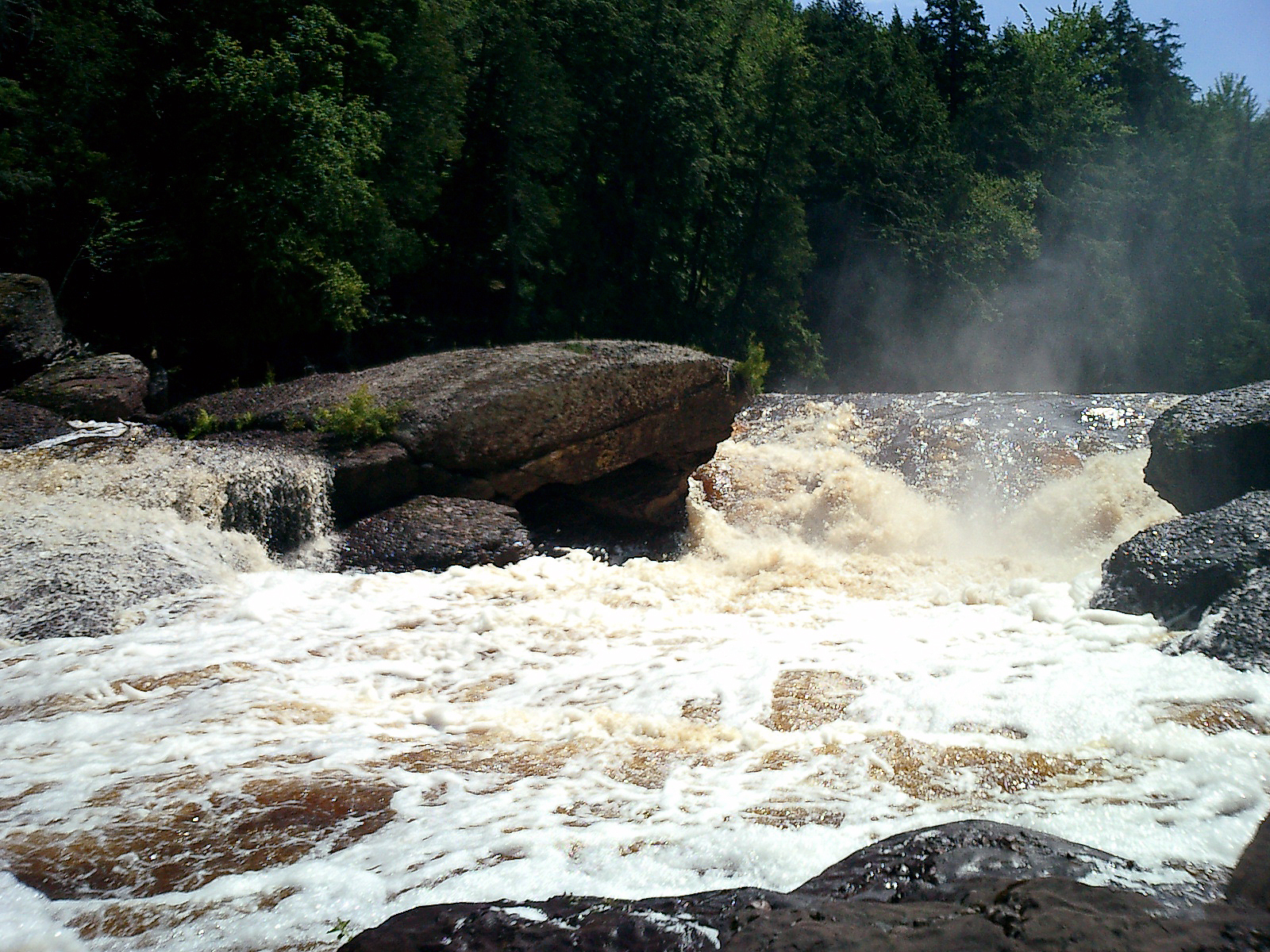
Sandstone Falls

Nach der Volkszählung im Jahr 2010 lebten im Gogebic County 16.427 Menschen in 7234 Haushalten. Die Bevölkerungsdichte betrug 5,8 Einwohner pro Quadratkilometer. In den 7234 Haushalten lebten statistisch je 2,03 Personen.
Ethnisch betrachtet setzte sich die Bevölkerung zusammen aus 91,2 Prozent Weißen, 4,3 Prozent Afroamerikanern, 2,6 Prozent amerikanischen Ureinwohnern, 0,5 Prozent Asiaten sowie aus anderen ethnischen Gruppen; 1,5 Prozent stammten von zwei oder mehr Ethnien ab. Unabhängig von der ethnischen Zugehörigkeit waren 1,1 Prozent der Bevölkerung spanischer oder lateinamerikanischer Abstammung.
16,4 Prozent der Bevölkerung waren unter 18 Jahre alt, 61,5 Prozent waren zwischen 18 und 64 und 22,1 Prozent waren 65 Jahre oder älter. 46,3 Prozent der Bevölkerung waren weiblich.

Das jährliche Durchschnittseinkommen eines Haushalts lag bei 34.397 USD. Das Pro-Kopf-Einkommen betrug 20.853 USD. 18,9 Prozent der Einwohner lebten unterhalb der Armutsgrenze.

## Ortschaften im Gogebic County
Citys
- Bessemer
- Ironwood
- Wakefield

Census-designated places (CDP)
- Marenisco
- Watersmeet

Andere Unincorporated Communities
- Anvil
- Connorville
- Dunham
- Harley
- Puritan
- Ramsay
- Siemens
- Tamarack
- Thayer
- Thomaston
- Tula
- Wellington

Indianerreservationen

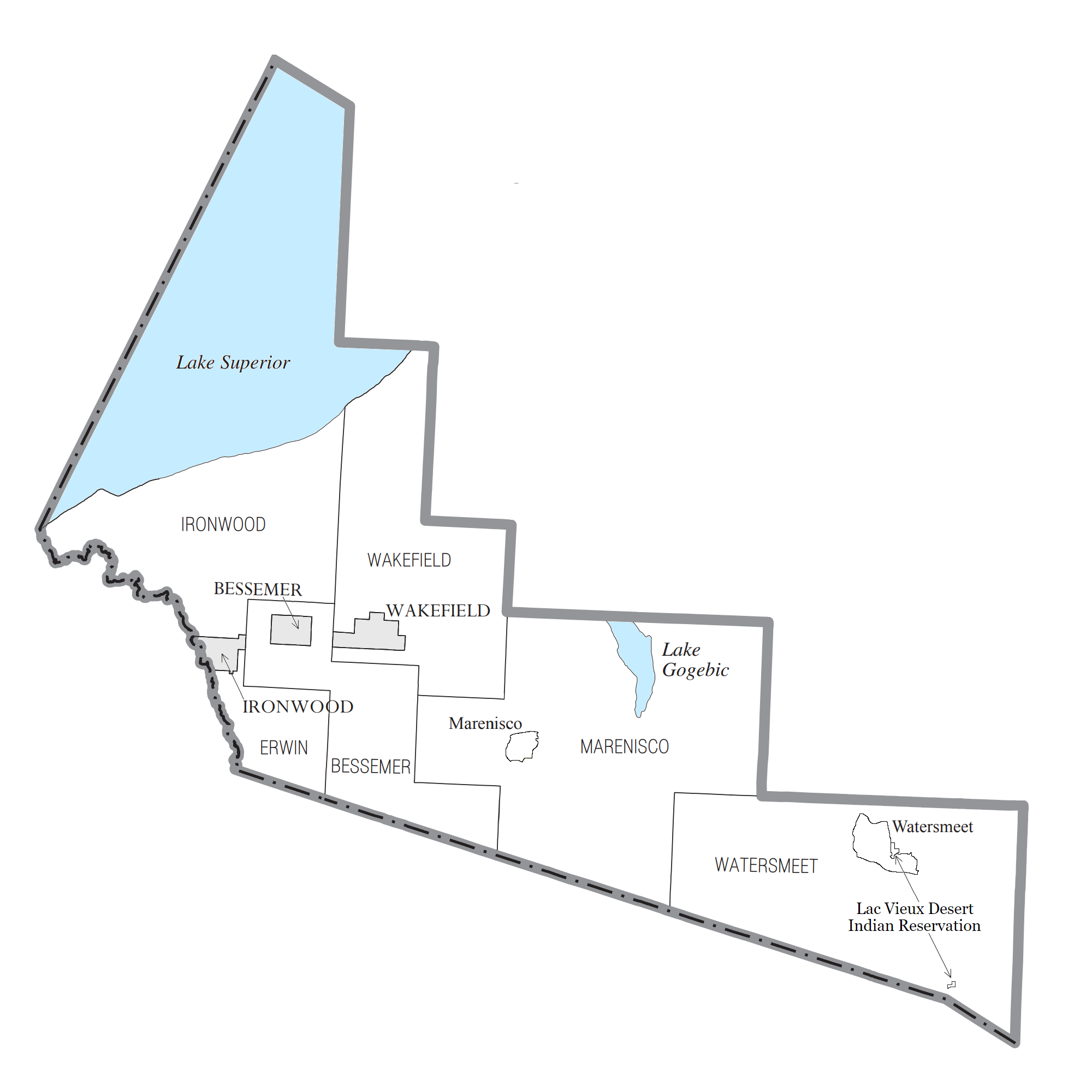

- Lac Vieux Desert Indian Reservation

## Gliederung
Das Gogebic County ist neben den drei Citys in sechs Townships eingeteilt:
| Township                  | Einwohner (2010) | FIPS     |
| ------------------------- | ---------------- | -------- |
| Bessemer Township         | 1176             | 26-07980 |
| Erwin Township            | 326              | 26-26340 |
| Ironwood Charter Township | 2333             | 26-41080 |
| Marenisco Township        | 1727             | 26-51560 |
| Wakefield Township        | 305              | 26-82800 |
| Watersmeet Township       | 1417             | 26-84380 |